# John Spencer (théologien)
Pour les articles homonymes, voir John Spencer et Spencer.
John Spencer est un théologien anglais né en 1630 et mort le 27 mai 1693.

## Biographie
Originaire du Kent, John Spencer reçoit le baptême le 31 octobre 1630. Il est scolarisé à la King's School de Canterbury avant d'entrer au Corpus Christi College de l'université de Cambridge en 1645. Il obtient son doctorat en théologie en 1665 et se voit élire à la tête du Corpus Christi College, un poste qu'il occupe jusqu'à sa mort, en 1693.
Après être entré dans les ordres, Spencer est nommé recteur de Landbeach, dans le Cambridgeshire, en 1667. Il obtient également l'archidiaconé de Sudbury la même année et le doyenné d'Ely en 1677.
Spencer est principalement connu comme auteur de De Legibus Hebraeorum (1685), l'un des premiers traités de religion comparée, dans lequel il développe l'idée que le judaïsme n'est pas la plus ancienne religion au monde.

## Quelques publications
- 1663 : A Discourse concerning Prodigies
- 1669 : Dissertatio de Urin et Thummin
- 1685 : De Legibus Hebraeorum, Ritualibus et earum Rationibus libri tres